# Orestia sierrana
Orestia sierrana é uma espécie de insetos coleópteros polífagos pertencente à família Chrysomelidae.
A autoridade científica da espécie é Heyden, tendo sido descrita no ano de 1882.
Trata-se de uma espécie presente no território português.